# Sigalens
Sigalens é uma comuna francesa na região administrativa da Nova Aquitânia, no departamento da Gironda. Estende-se por uma área de 18,38 km². Em 2010 a comuna tinha 379 habitantes (densidade: 20,6 hab./km²).